# Armentieux
Armentieux település Franciaországban, Gers megyében. Lakosainak száma 71 fő (2022. január 1.). Armentieux Ladevèze-Rivière, Labatut-Rivière, Juillac, Ladevèze-Ville, Marciac és Auriébat községekkel határos.

## Népesség
A település népességének változása:
| Lakosok száma | 93   | 79   | 71   | 71   | 81   | 78   | 76   | 74   | 73   | 71   |
|               | 1968 | 1982 | 1990 | 2006 | 2013 | 2015 | 2017 | 2019 | 2020 | 2022 |